# نیروگاه حافظ
نیروگاه گازی حافظ (استان فارس، کیلومتر ۱۶ جاده شیراز - فسا، بخش اکبرآباد در مجاورت نیروگاه سیکل ترکیبی فارس، بهره‌برداری ۴ تیر ۱۳۹۰)، یکی از نیروگاه‌های ایران از نوع گازی با ظرفیت تولید ۹۷۲ مگاوات است که شامل ۶ واحد گازی ۱۶۲ مگاواتی در قالب طرح B.O.T (ساخت، بهره‌برداری و واگذاری) در زمینی به مساحت ۹۲ هکتار است.
این نیروگاه دوگانه‌سوز و برمبنای سوخت گاز طبیعی و نفت گاز (گازوئیل) طراحی شده‌است که در شرایط کمبود گاز از گازوئیل استفاده می‌شود. گاز مصرفی از طریق خط لوله گاز سراسری تأمین می‌شود.
یکی از خصوصیات این نیروگاه دارا بودن مشعل پریمیکس در هر دو سوخت گاز و گازوئیل می‌باشد  که باعث احتراق کامل و در پی آن کاهش گازهای آلاینده خروجی می گردد.
پست برق نیروگاه، ۴۰۰ کیلوولت، ۱٫۵ کلیدی با ۶ بی واحد و ۴ بی خروجی است.

## میزان مصرف سوخت نیروگاه
سوخت اصلی این نیروگاه گاز طبیعی است که میزان مصرف روزانه گاز برای هر واحد گازی ۱۰۵ هزار و ۶۰۰ مترمکعب و سوخت پشتیبان نفت گاز (گازوئیل) است که در هنگام قطع گاز حدود ۹ روز برای تولید پاسخگو می‌باشد.

## روزشمار ساخت و هزینه نیروگاه
ساخت نیروگاه حافظ از مرداد ۱۳۸۸ شروع شد. واحد اول در ۴ تیر ۱۳۹۰، واحد دوم در ۵ شهریور ۱۳۹۰ و واحد سوم ۱۷ آبان ۱۳۹۰ وارد مدار شد تا سرانجام، واحد ششم در ۱ دی ۱۳۹۱ وارد مدار شد.
این نیروگاه با سرمایه‌گذاری شرکت مپنا - اینترنشنال به ارزش ۴۰۰ میلیون یورو ساخته شد.